# San Bernardo (kommun i Mexiko, Durango, lat 26,17, long -105,66)
San Bernardo är en kommun i Mexiko.   Den ligger i delstaten Durango, i den centrala delen av landet, 1 000 km nordväst om huvudstaden Mexico City.
Följande samhällen finns i San Bernardo:
- San Bernardo
- Veinte de Abril
- El Alférez
- Cuba
- División del Norte